# Roscoe Conkling
Roscoe Conkling (ur. 30 października 1829 w Albany, zm. 18 kwietnia 1888 w Nowym Jorku) – amerykański polityk.

## Życiorys
Urodził się 30 października 1829 roku w Albany, jako syn Alfreda Conklinga. Jego starszym bratem był Frederick A. Conkling. W wieku 10 lat przeniósł się, wraz z rodziną, do Auburn, gdzie ukończył studia prawnicze. W 1850 roku został przyjęty do palestry i zaangażował się w działalność polityczną Partii Wigów. Pracował jako prokurator okręgowy hrabstwa Oneidy, a także pełnił rolę burmistrza Utici. W 1858 roku skutecznie kandydował do Izby Reprezentantów, gdzie zasiadał przez cztery lata. W 1862 roku przegrał wybory, jednak dwa lata później ponownie uzyskał mandat. Podczas wojny secesyjnej wspierał działania prezydenta Abrahama Lincolna. Został liderem frakcji Radykalnych Republikanów, którzy opowiadali się za ścisłym nadzorem wojskowym pokonanych stanów konfederackich i szerszymi prawami dla wyzwoleńców. Connkling był także zdecydowanym zwolennikiem wprowadzenia 14. poprawki do Konstytucji. W 1867 roku zrezygnował z mandatu w izbie niższej, gdyż wygrał wybory do Senatu z ramienia Partii Republikańskiej. Stanowczo sprzeciwiał się reformie służby cywilnej, proponowanej przez Rutherforda Hayesa i w 1880 roku przystał do frakcji Stalwarts, która chciała wystawić kandydaturę Ulyssesa Granta w wyborach prezydenckich. Aby zapobiec rozłamowi w Partii kompromisowym kandydatem został James Garfield. Rok później Conkling zrezygnował z mandatu senatora w proteście w sprawie nominacji federalnych w stanie Nowy Jork. Wystartował w wyborach uzupełniających, jednak bez powodzenia. Rok później odmówił przyjęcia nominacji do Sądu Najwyższego i zajął się praktykowaniem prawa w Nowym Jorku. Zmarł tamże 18 kwietnia 1888.